# Ángelos Pavlakákis
Ángelos Pavlakákis (in greco Αγγελος Παυλακάκης?; Xanthi, 7 novembre 1976) è un ex velocista greco, campione europeo indoor dei 60 metri piani nel 1998.

## Record nazionali

### Seniores
- 100 metri piani: 10"11 ( Atene, 2 agosto 1997)

## Palmarès
| Anno | Manifestazione          | Sede        | Evento      | Risultato  | Prestazione | Note                          |
| ---- | ----------------------- | ----------- | ----------- | ---------- | ----------- | ----------------------------- |
| 1994 | Mondiali juniores       | Lisbona     | 100 m piani | Semifinale | 10"64       |                               |
| 1994 | Mondiali juniores       | Lisbona     | 4×100 m     | Batteria   | 41"09       |                               |
| 1995 | Europei juniores        | Nyíregyháza | 100 m piani | Bronzo     | 10"47       |                               |
| 1997 | Mondiali indoor         | Parigi      | 60 m piani  | Semifinale | 6"61        |                               |
| 1997 | Giochi del Mediterraneo | Bari        | 100 m piani | Oro        | 10"13       |                               |
| 1997 | Europei under 23        | Turku       | 100 m piani | Oro        | 10"18       |                               |
| 1997 | Mondiali                | Atene       | 100 m piani | Semifinale | 10"29       |                               |
| 1998 | Europei indoor          | Valencia    | 60 m piani  | Oro        | 6"55        |                               |
| 1998 | Europei                 | Budapest    | 100 m piani | Semifinale | 10"43       |                               |
| 2000 | Europei indoor          | Gand        | 60 m piani  | Bronzo     | 6"54        | Miglior prestazione personale |
| 2000 | Giochi olimpici         | Sydney      | 4×100 m     | Semifinale | 38"80       |                               |
| 2001 | Mondiali indoor         | Lisbona     | 60 m piani  | Semifinale | 6"63        |                               |
| 2004 | Mondiali indoor         | Budapest    | 60 m piani  | Batteria   | 6"72        |                               |